# Martín Rodríguez (Fußballspieler, 1985)
Martín Rodríguez, vollständiger Name Cristian Martín Rodríguez Telis, (* 10. Februar 1985 in Colonia Palma) ist ein uruguayischer Fußballspieler.

## Karriere

### Vereine
Der 1,76 Meter große Defensivakteur Rodríguez stand zu Beginn seiner Karriere von 2003 bis Ende 2007 in Reihen des in Montevideo beheimateten Vereins River Plate Montevideo. Ab der Saison 2015 stehn dort für ihn insgesamt 77 Einsätze in der Primera División zu Buche. Dabei erzielte er einen Treffer. 2008 war er für den argentinischen Klub CA Banfield aktiv, bei dem er in mindestens fünf Erstligapartien (kein Tor) eingesetzt wurde. In der Clausura 2009 bestritt er sieben Erstligabegegnungen (kein Tor) für Nacional Montevideo und gewann mit dem Team die uruguayische Meisterschaft. Anfang August 2009 wechselte er innerhalb der Stadt und der Liga zu Liverpool Montevideo. Saisonübergreifend lief er dort in den Spielzeiten 2009/10 und 2010/11 in 26 Erstligapartien auf und traf zweimal ins gegnerische Tor. Anschließend spielte er von Anfang August 2011 bis Ende Januar 2014 für Beijing IT und sodann bis Mitte August 2014 für Hebei Zhongji in China. Zur Spielzeit 2014/15 verpflichtete ihn der uruguayische Erstligist Tacuarembó FC, bei dem er in der Apertura achtmal (kein Tor) in der Liga eingesetzt wurde. Ab Mitte Juli 2015 folgte ein erneutes Engagement bei Liverpool Montevideo, in dessen Rahmen er drei weitere Erstligaspiele (kein Tor) bestritt. Im Januar 2016 verpflichtete ihn der Zweitligist Villa Española. Dort trug er in der Spielzeit 2015/16 mit 13 Einsätzen in der Segunda División und einem Tor zum Aufstieg in die Primera Division bei. Während der Saison 2016 wurde er neunmal (ein Tor) in der höchsten uruguayischen Spielklasse eingesetzt.

### Nationalmannschaft
Rodríguez gehörte dem Kader der uruguayischen U-20-Auswahl an, der an der U-20-Südamerikameisterschaft 2005 in Kolumbien teilnahm.

### Erfolge
- Uruguayischer Meister: 2008/09